# Camu Camu
Camu Camu (Myrciaria dubia) este o plantă perenă din familia Myrtaceae și este inrudit cu speciile  Jabuticaba (Myrciaria cauliflora) și Myrciaria floribunda.

## Caracteristici
Arbustul cu o înălțime de 3–5 m are o coroană deasă și plumoasă.
Forma frunzelor este lanceolată până la eliptică. Acestea sunt dispuse opus și dimensiunile lor sunt cuprinse între 3–20 cm.
Florile sale mici și cerate au petale albe, iar aroma lor este dulceagă. Arbustul înflorește între iulie și septembrie.
Din decembrie până în aprilie, camu camu produce fructe mici și rotunde, cu coaja lucioasă roșie sau purpurie, asemănătoare cu cireșele. Diametrul lor este de aprox. 3 cm. Pulpa zemoasă și dulce-acrișoară învăluie 2 semințe.

## Origine și arie de răspândire
Zona originară a arbustului camu camu este selva amazonică din Peru și Brazilia, unde acesta crește pe soluri aluvionare. Se întâlnește cel mai frecvent de-a lungul Amazonului, din Pará, Brazilia, până în partea estică a Peru. În nord se găsește pe Casiquiare și pe cursul superior și mediu al râului Orinoco.

## Nutriție
La 100 g de fructe proaspete:
- Proteine 0,4 g
- Carbohidrați 5,9 g
- Amidon 0,44 g
- Zaharuri 1,28 g
- Fibre alimentare 1,1 g
- Grasimi 0,2 g
- Calciu 15,7 mg
- Cupru 0,2 mg
- Fier 0,53 mg
- Magneziu 12,4 mg
- Mangan 2,1 mg
- Potasiu 83,9 mg
- Sodiu 11,1 mg
- Zinc 0,2 mg
- Vitamina C: variază de la 1882 la 2280 mg, în funcție de maturitate.[1]

Camu-camu are un conținut extraordinar de mare de vitamina C (de ordinul a 2–3% din greutatea proaspătă, al doilea numai după nativul australian Terminalia ferdinandiana). Conținutul de vitamina C scade pe măsură ce se atinge maturitatea deplină, cu un compromis între vitamina C și exprimarea aromei.

## Cultivare și utilizare
Această specie, relativ ușor de cultivat, a cunoascut abia recent o răspândire mai largă. Cel mai bine îi priește un climat tropical cald și umed, dar rezistă și într-un climat subtropical. Tolerează foarte bine umiditatea excesivă și supraviețuiește chiar inundații de durată mai lungă. Planta se propagă prin semințe. Dacă este cultivată, produce primele fructe după ce circumferința trunchiul a atins 2 cm, la aproximativ 3 ani după ivirea răsadului. S-a constatat că atât planta sălbatică cât și cea cultivată sunt productive timp de câteva zeci de ani. Recolta este sezonală și apare odată la an, simultan cu anotimpul ploios. Arbustul înflorește la sfârșitul sezonului uscat, iar fructele se coc în toiul sezonului ploios. În această perioadă, fructele sălbatice sunt colectate de băștinași direct în bărci.
Calitatea cea mai relevantă a fructului este concentrația sa extraordinară de vitamina C de 1800–2700 mg la 100 g de pulpă, sau 2-3 % din partea comestibilă, proprietate care a generat cerere pe piețele internaționale de produse naturale. Conținutul de vitamina C tinde să scadă după atingerea maturității fructului, sporindu-i însă aroma specifică. Din pulpă se prepară înghețate, gemuri și băuturi răcoritoare, iar consumată proaspătă acționează ca antigripal și laxativ. Sunt cunoscute și proprietăți anitoxidante și astringente.
Coaja prezintă o pigmentație purpurie, pe care studii recente o atribuie conținutului de antocianina, un pigment care poate fi utilizat la fabricarea de coloranți.
În regiunea Amazonului, camu camu este considerat un afrodisiac.
Cel mai mare importator de camu camu este Japonia. În Europa se găsește mai degrabă ca supliment nutritiv sub forma de pulbere sau capsule.